# Uşak (tartomány)
Uşak tartomány Törökország egyik tartománya az Égei-tengeri régióban, székhelye Uşak városa. Nyugaton Manisa, délen Denizli, keleten Afyon, északon Kütahya határolja.

## Körzetei
A tartománynak hat körzete van:
- Banaz
- Eşme
- Karahallı
- Sivaslı
- Ulubey
- Uşak